# ∠TRIGGER
『∠TRIGGER』（トリガー、「∠」は読まない）は、ポルノグラフィティの8作目のオリジナルアルバム。2010年3月24日にリリースされた。

## 概要
ベスト・アルバム『PORNO GRAFFITTI BEST ACE』『PORNO GRAFFITTI BEST JOKER』から1年5か月ぶり、スタジオ・アルバムとしては『ポルノグラフィティ』以来2年7か月ぶりのアルバム。
ジャケット写真は表と裏にメンバーが写っていて加工がされている。バンド名が表（PORNO）、裏（GRAFFITTI）と続いている。アルバム名のTRIGGERが手書きだが、Eが「≡」になっている。
本作では、これまでアルバムでは全作品に作曲者としても参加していたak.hommaが作曲している楽曲がなく、全て作詞・作曲がメンバー自身（の組み合わせ）によるものとなっている。なお、収録トラック数は全13曲だが、トラック7はトラック8のイントロダクションであるため、メンバーおよび公式サイトでは全12曲として扱われている。
初回生産限定盤は三方背スリーブケース仕様。また付属DVDには、シングル曲のビデオクリップやそのメイキング映像、ライブ映像などが収録された。
2010年4月5日付オリコン週間アルバムチャートで1位を獲得。『PORNO GRAFFITTI BEST ACE』に続いて2作連続（通算4度目）の同チャート首位獲得であり、オリジナルアルバムでの首位獲得では『THUMPχ』以来3作ぶり2度目となった。

## 収録曲

### CD
1. 「∠RECEIVER」
制作当初からオープニングナンバーにふさわしいスケール感のあるものとして制作された[3]。仮タイトルは「Opening」[4]。詞もテーマ性の大きなものになっている。晴一曰く「恋愛以外の表現にも挑戦したかった」。
スマトラ沖地震と津波のことを考えた時に書いたもの[5]。
発売前から自身らのラジオにて公開されていた。また、NHK『SONGS』で披露された。一部の歌詞にルビがあるが、大文字英単語になっている[6]。
アウトロで水の滴る音が挿入された後、すぐ次の曲に移る。
2. 「アニマロッサ」
29thシングル。[3]
3. 「瞳の奥をのぞかせて」
30thシングル。[3]
4. 「ネガポジ」
編曲にak.hommaではなく篤志が参加しており、ak.hommaが直接関与しない初の楽曲。メンバーは曲の製作過程が異なったことが新鮮だったとのこと。なおこの時期、晴一が篤志をTHE 野党に誘う。
ポルノグラフィティ初のデジタル・ディスコ曲であり、効果音としてパーティーノイズが取り入れられている[4]。アウトロの最後ではうぐいすボーイズ&ガールズのガールズ側の笑い声が入っている。
5. 「クリシェ」
クリシェ（Cliché）とは「常套句」「決まり文句」を意味し、晴一曰く、「どこにでもある言葉で歌詞を書け」という周りのプレッシャーを受けて、それに挑戦した曲[3]。
特徴的な音が欲しいとして、チェロが参加している[3]。
6. 「IN THE DARK」
歌詞は「暗闇」を擬人化して描いており、晴一が変化を求めた際、それを良しとしない人たちへの葛藤に対する意思表示として作った曲[3]。シングルを除くアルバム収録曲の中で最初に制作された[4]。
伴奏部分ではフリューゲルホルンが使用されている。
7. 「Introduction 〜迫リ来ルMONSTER〜」 
次トラック「MONSTER」のイントロ。アニメ調の構成で、声優の水樹奈々とゆかなが声を担当している。また、晴一はオペレーター、昭仁は爆発に巻き込まれ「ア～ッ!」と叫ぶ役で参加している。ポルノグラフィティの楽曲では最も収録時間が短い。
世界観は「まんま“エヴァンゲリオン”」な感じで構成してもらったという。構成を担当した今浪祐介は、『カフェイン11』（bayfm）や『ポルノグラフィティ岡野昭仁のオールナイトニッポン』（ニッポン放送）、『水樹奈々 スマイルギャング』（文化放送）などで構成作家を務めている。
この楽曲でアフレコを体験した晴一と昭仁は「子供のようにテンションが上がった感じ」「"14歳くらいのイメージで"と伝えたらホントにそれくらいの子の声になったんです」[7]「（声優さん含めて）プロフェッショナルな現場は見ていて楽しかった」[3]という感想を残した。また出演者の水樹曰く「本間さんの立ち会いのもと（ポルノグラフィティの2人は）興味深そうにこちらを見つめていらしゃった」[8]とのこと。
8. 「MONSTER」
歌詞の「決着」を「けり」と歌っている。昭仁曰く、晴一の曲に詞をつける機会も多くないため、自問自答を詞にしたとのこと[3]。曲のイメージは「ポップロック」[3]。
発売前から自身らのラジオにて公開されて、発売当時には『ミュージックステーション』でも演奏された。
9. 「この胸を、愛を射よ」
28thシングル。[3]
10. 「曖昧なひとたち」
詞は、草食系を書いたのではなく曖昧なものへの希望を込めている。すぐに答えを出したがる現代への提案であるらしい。昭仁は文字を見つめていたら「曖昧」の中に「愛」があったと気付いたという[3][9]。
11. 「光の矢」
源義経が源平合戦の一ノ谷の戦いで戦ったときの話をベースに書こうとチャレンジした曲[3]。
12. 「今宵、月が見えずとも」
27thシングル。
13. 「ロスト」
9年前に亡くなった昭仁の母のことを歌った曲。今までは、自分のスキルの問題と良い楽曲に出会えなかったことで歌にできなかったとのこと[3]。
ポルノグラフィティの楽曲では初めて演奏時間が6分を超えた[10]。
アウトロでは、アルバム曲の一部が切り取られ逆再生された音が収録されている[4]。また、アウトロの終盤では「次を予兆させるため」に昭仁がアコースティック・ギター一本でC#mのメロディを弾いているが、これは35thシングル「2012Spark」のサビの元となった[11]。

### DVD (初回生産限定盤のみ)
「うたかた from "東京ロマンスポルノ'09 〜愛と青春の日々〜" at TOKYO DOME [2009/11/28]」
当初、映像化をしないと宣言していた一夜限りの東京ドーム初公演をファンの強い要望により一部追加収録。
二十五弦箏による東京ドームの残響を生かした即興のイントロ・アウトロが4分ほど加えられている。

## 収録内容

### CD
| 全編曲: ak.homma、Porno Graffitti（#4、編曲: 篤志）。 |                                      |           |           |       |
| #                                                     | タイトル                             | 作詞      | 作曲      | 時間  |
| 1.                                                    | 「∠RECEIVER」                        | 新藤晴一  | 岡野昭仁  | 4:29  |
| 2.                                                    | 「アニマロッサ」                     | 岡野昭仁  | 岡野昭仁  | 4:33  |
| 3.                                                    | 「瞳の奥をのぞかせて」               | 新藤晴一  | 岡野昭仁  | 4:29  |
| 4.                                                    | 「ネガポジ」                         | 新藤晴一  | 新藤晴一  | 4:49  |
| 5.                                                    | 「クリシェ」                         | 新藤晴一  | 新藤晴一  | 4:49  |
| 6.                                                    | 「IN THE DARK」                      | 新藤晴一  | 新藤晴一  | 4:00  |
| 7.                                                    | 「Introduction 〜迫リ来ルMONSTER〜」 |           |           | 0:21  |
| 8.                                                    | 「MONSTER」                          | 岡野昭仁  | 新藤晴一  | 4:15  |
| 9.                                                    | 「この胸を、愛を射よ」               | 新藤晴一  | 新藤晴一  | 5:01  |
| 10.                                                   | 「曖昧なひとたち」                   | 岡野昭仁  | 岡野昭仁  | 4:00  |
| 11.                                                   | 「光の矢」                           | 新藤晴一  | 新藤晴一  | 4:39  |
| 12.                                                   | 「今宵、月が見えずとも」             | 新藤晴一  | 岡野昭仁  | 4:18  |
| 13.                                                   | 「ロスト」                           | 岡野昭仁  | 岡野昭仁  | 6:31  |
| 合計時間:                                             | 合計時間:                            | 合計時間: | 合計時間: | 56:14 |

### DVD (初回生産限定盤のみ)
| #   | タイトル                                                                                 | 作詞 | 作曲・編曲 |
| --- | ---------------------------------------------------------------------------------------- | ---- | ---------- |
| 1.  | 「今宵、月が見えずとも」(Video Clip)                                                     |      |            |
| 2.  | 「この胸を、愛を射よ」(Video Clip)                                                       |      |            |
| 3.  | 「アニマロッサ」(Video Clip)                                                             |      |            |
| 4.  | 「瞳の奥をのぞかせて」(Video Clip)                                                       |      |            |
| 5.  | 「この胸を、愛を射よ」(Video Clip / メイキング映像)                                      |      |            |
| 6.  | 「アニマロッサ」(Video Clip / メイキング映像)                                            |      |            |
| 7.  | 「瞳の奥をのぞかせて」(Video Clip / メイキング映像)                                      |      |            |
| 8.  | 「今宵、月が見えずとも」(TV Spot)                                                        |      |            |
| 9.  | 「この胸を、愛を射よ」(TV Spot)                                                          |      |            |
| 10. | 「アニマロッサ」(TV Spot)                                                                |      |            |
| 11. | 「瞳の奥をのぞかせて」(TV Spot)                                                          |      |            |
| 12. | 「うたかた」(from "東京ロマンスポルノ'09 ～愛と青春の日々～" at TOKYO DOME [2009/11/28]) |      |            |

## 制作・演奏参加
ポルノグラフィティ
- 岡野昭仁：ボーカル、コーラス（#1-6, 8-12）、ブルースハープ（#1）、ギター（アコースティック・ギター）
- 新藤晴一：ギター（エレクトリック・ギター、アコースティック・ギター）

参加ミュージシャン
- 松永俊弥／村石雅行：ドラムス（松永：#1,5,9,10,13／村石：#2,3,6,8,11）
- 根岸孝旨：ベース（#1-3,5,6,8-13）
- 飯田高広：シンセサイザー（#1-3,5,6,8-13）
- 林部直樹：アコースティック・ギター（#3）
- 三沢またろう：パーカッション（#5,9,10,13）
- NAOTO：ヴァイオリン（ソロ）（#3）
- NAOTO Strings／真部裕 Strings／弦一徹 Strings：ストリングス（NAOTO：#3／真部：#6／一徹：#9,13）
- 柏木広樹：チェロ（#5）
- 小林太：フリューゲルホルン（#6）
- うぐいすボーイズ&ガールズ：アディクション・コーラス（#4）
- ak.homma：その他全ての音源（#1-3,8,9,12）およびMIDIMINI（#1）、ピアノ（#2,3,5,6,8,9,11,13）、ローズ・ピアノ（#8）、オルガン（#2,3）、Hammond B-3（#5,8,13）、プロフェット5（#13）、チューブラーベル（#3）
- 篤志：プログラミング、その他全ての音源（#4）

スタッフ
- プロデュース：田村充義（tmf）、本間昭光（bulesofa）
- エグゼクティブプロデューサー：畠中達郎（Amuse）、村松俊亮（SME Records）
- スーパーバイザー：大里洋吉（Amuse）
- 録音：中山信彦（SOUND INN Mixer's crew）、サカタコスケ（bulesofa）
- 録音／ミキサー：山内"Dr."隆義（SOUND INN Mixer's crew）
- レコーディング・スタジオ：サウンドインスタジオ、ソニー・ミュージックスタジオ、ビクタースタジオ、ワーナーミュージック・レコーディングスタジオ、HITOKUCIHI-ZAKA STUDIOS、Azabu O Studio

「Introduction 〜迫リ来ルMONSTER〜」スタッフ
- 声の出演：水樹奈々、ゆかな
- 構成：今浪祐介
- 音響監督：小泉紀介（神南スタジオ）
- 録音調整：新城基之（神南スタジオ）
- 音響効果：稲田祐介（ゼロデジベル）

DVDスタッフ
「V&T」は「Video Clip & TV Spot」の略。
- 監督：福士昌明（今宵、月が見えずとも V&T）、セキ★リュウジ（この胸を、愛を射よ V&T）、長添雅嗣（アニマロッサ V&T）、永戸鉄也（瞳の奥をのぞかせて V&T）、入日伸介（Video Clip メイキング映像）
- 制作：トゥーナイン・フォー（今宵、月が見えずとも V&T）、オクナック（この胸を、愛を射よ V&T）、Dee Drive（アニマロッサ V&T）、ティーシー・マックス（瞳の奥をのぞかせて V&T）
- うたかた from "東京ロマンスポルノ'09 〜愛と青春の日々〜"
  - かりん：25 Strings KOTO（二十五弦箏）
  - 村石雅行：ドラムス
  - 根岸孝旨：ベース
  - 三沢またろう：パーカッション
  - NAOTO：ヴァイオリン
  - nang-chang：マニピュレーター
  - 本間昭光：キーボード

スペシャル サンクス
- aiko、missing link、久保帯人[12]、益子洋昭(SIGMA SEVEN)、All Stafff in Tokyo Dome Live 他、 "love up!" members、家族やたくさんの友達